# 原创动力
广东原创动力文化传播有限公司（简稱：原创动力）是中国大陸的一個动画制作公司。初时它的总部设在广东省广州市越秀区的物资大厦，及後遷往位於广州市越秀区太和岗路20号的创意园。
從事玩具及童裝的香港商人蘇永樂，當年為配合自家品牌，於2004年與香港資深編劇盧永強，一起創立「廣東原創動力文化傳播有限公司」。原创动力在2004年创作了它的第一部动画片：《宝贝女儿好妈妈》；在2005年它创作了至今已有2,500多集的《喜羊羊与灰太狼》动画，並成功在中国流行。喜羊羊与灰太狼及後更於兩岸四地、東南亞及北美的國家或地區的電視台播放。
2010年，原创动力在全世界已经有了300多个代理商，當時它的主要代理商是美國迪士尼公司。 当喜羊羊与灰太狼借盧永強出名后此公司的业绩爆发性增长。
原创动力在2013年9月成为奥飞动漫（現稱奧飛娛樂）旗下子公司。2016年9月，奥飞娱乐提前解除了与迪士尼的授权合同。

## 作品
- 《喜羊羊与灰太狼》
- 《宝贝女儿好妈妈》
- 《小宋当家》
- 《七色战记》
- 《宋代足球小将》
- 《歡樂大聯盟》
- 《嫁人就嫁灰太狼》
- 《巨神战击队之轨道先锋》

## 相关案件
2013年4月6日，江苏连云港男孩将同伴绑在树枝上，模仿喜羊羊与灰太狼中的灰太狼进行烤羊，烤成重伤。被烤者家长将原创动力及男孩家长告上法庭。2013年12月12日，法院一审判决，原创动力承担15%责任，赔偿3.9万元人民币。2014年8月5日，二审判决以双方调解结束。